# Henri Verneuil
Henri Verneuil, właśc. Ashot Malakian (ur. 15 października 1920 w Rodosto, zm. 11 stycznia 2002 w Bagnolet) – francuski, reżyser, scenarzysta i producent filmowy pochodzenia ormiańskiego.
Urodził się w mieście Rodosto (obecnie Tekirdağ) w zachodniej Turcji. W 1924 wraz z rodzicami zbiegł do Marsylii, by uniknąć prześladowań powiązanych z ludobójstwem Ormian. Od tego czasu stale żył we Francji. Studiował w École Nationale d'Arts et Metiers w Aix-en-Provence. Po jej ukończeniu pracował jako dziennikarz, później rozpoczął karierę filmowca. 
Specjalizował się w tworzeniu thrillerów i filmów akcji. Laureat Honorowego Cezara za całokształt twórczości (1996).

## Filmografia

### Scenariusz
- 1954: Owca z pięcioma nogami
- 1955: Na trasie do Bordeaux
- 1959: Wielki wódz
- 1959: Krowa i więzień
- 1961: Prezydent
- 1964: 100 tysięcy dolarów w słońcu
- 1964: Weekend w Zuydcoote
- 1967: 25. godzina
- 1969: Klan Sycylijczyków
- 1971: Cenny łup
- 1973: Wąż
- 1976: Ciało mojego wroga
- 1979: I... jak Ikar
- 1982: Tysiąc miliardów dolarów
- 1984: Złoto dla pazernych

### Reżyseria
- 1952: Zakazany owoc
- 1953: Awantura o dziecko
- 1953: Wróg publiczny nr 1
- 1955: Na trasie do Bordeaux
- 1957: Bądź piękna i milcz
- 1959: Krowa i więzień
- 1959: Wielki wódz
- 1960: Francuzka i miłość
- 1961: Lwy wychodzą na wolność
- 1961: Prezydent
- 1962: Małpa w zimie
- 1963: Skok na kasyno
- 1964: 100 tysięcy dolarów w słońcu
- 1967: 25. godzina
- 1968: Strzelby dla San Sebastian
- 1969: Klan Sycylijczyków
- 1971: Cenny łup
- 1973: Wąż
- 1975: Strach nad miastem
- 1976: Ciało mojego wroga
- 1979: I... jak Ikar
- 1982: Tysiąc miliardów dolarów
- 1984: Złoto dla pazernych